# Macromia eurynome
Macromia eurynome – gatunek ważki z rodziny Macromiidae.